# المراعي العشبية الحمضية
الحشائش العشبية الحمضية هي موطن فقير بالمغذيات وتتميز بتضاريس عشبية وأرض عارية.

## الموطن
تهيمن الأعشاب والنباتات العشبية على الغطاء النباتي، وتنمو في التربة التي تعاني من نقص في الجير (الكالسيوم). يمكن العثور عليها في الصخور الرسوبية الحمضية مثل الحجر الرملي. الصخور النارية الحمضية مثل الجرانيت. والرواسب النهرية أو الجليدية مثل الرمل والحصى. تشمل النباتات النموذجية للأراضي العشبية الحمضية المنخفضة في بريطانيا العشب الشائع المشترك، Agrostis capillaris، العشب المموج، Deschampsia flexuosa، العشب المنثني الخشن، Agrostis curtisii ، tormentil ، Potentilla erecta، والزهور مثل حميض الأغنام، Rumex acetosella و heath bedstraw ، Galium ساكسيلي.

## في بريطانيا
في بريطانيا، لا يزال هناك أقل من 30.000 هكتار من الأراضي العشبية الحمضية المنخفضة، غالبًا في الأراضي المشتركة والمحميات الطبيعية. يعتبر موطنا هاما وطنيا؛ تم العثور على مناطق في لندن التي تحتوي على التربة الرملية والحصوية التي تستنزف بحرية. تم إخطار 271 موقعًا ذات أهمية علمية خاصة بالأعشاب الحمضية كسبب رئيسي للتعيين. تعتبر حديقة ريتشموند بارك الكبرى في لندن وغابة إيبينج وويمبلدون كومون مناطق خاصة للحماية مع مساحات كبيرة من المراعي الحمضية.